# Toiviaisjärvi
Toiviaisjärvi är en sjö i kommunen Kiuruvesi i landskapet Norra Savolax i Finland. Sjön ligger 121,5 meter över havet. Den är 5,4 meter djup. Arean är 95 hektar och strandlinjen är 6,26 kilometer lång. Sjön  ingår i Vuoksens huvudavrinningsområde.   Den ligger omkring 92 kilometer nordväst om Kuopio och omkring 380 kilometer norr om Helsingfors. 